# Panacea (Floride)
Pour les articles homonymes, voir Panacea.
Panacea est une census-designated place du comté de Wakulla, dans la région de Big Bend, État de Floride, aux États-Unis,. En 2020, elle compte une population de 735 habitants.